# Ligetszépefélék
A ligetszépefélék a mirtuszvirágúak (Myrtales) rendjének egy családja.

## Nemzetségek
- Camissonia Link
- Camissoniopsis W.L.Wagner & Hoch
- Chylismia (Torr. & A.Gray) Raim.

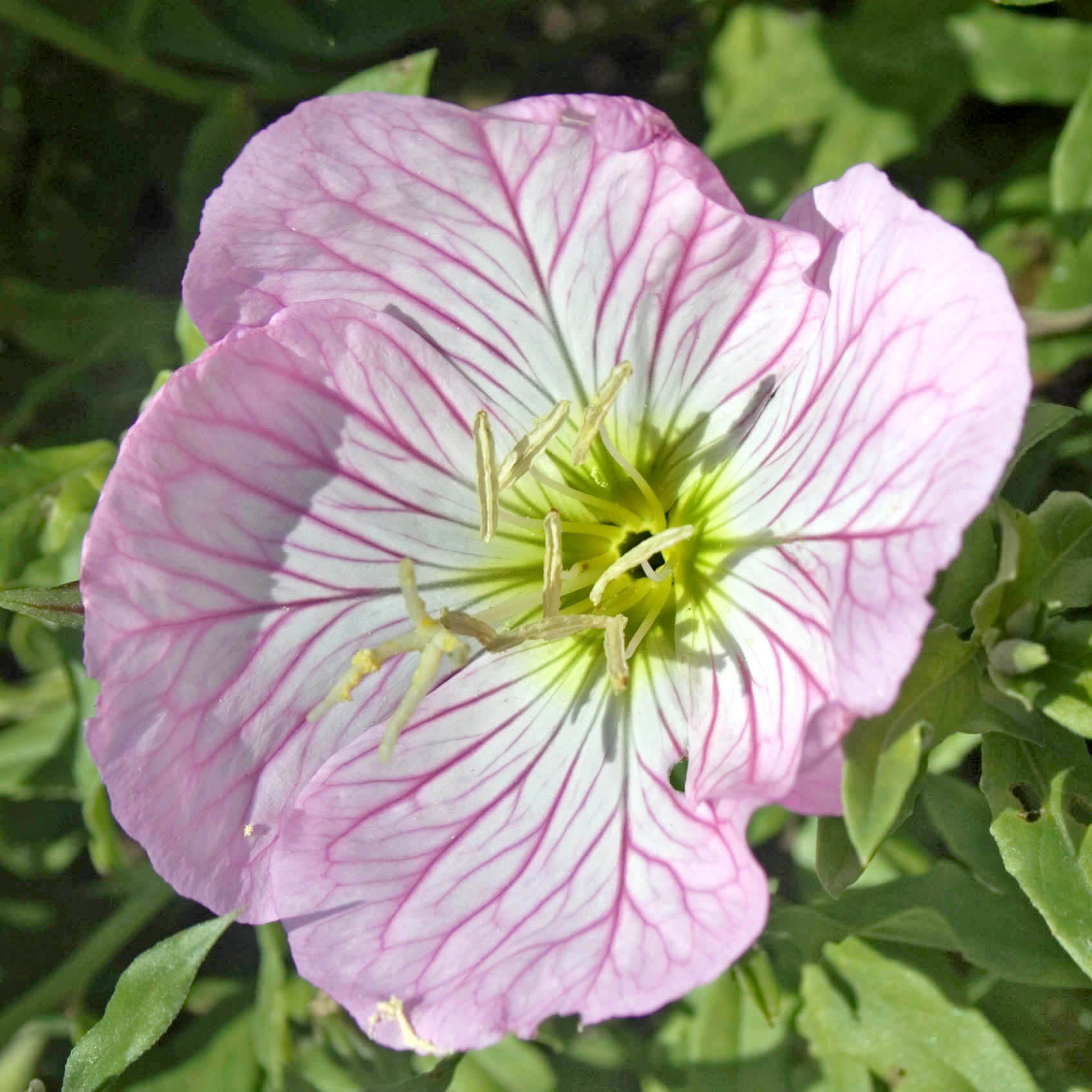
Pompás ligetszépe (Oenothera speciosa cv Rosea) a szegedi arborétumban

- Chylismiella (Munz) W.L.Wagner & Hoch
- varázslófű – Circaea L.
- Clarkia Pursh
- füzike – Epilobium L.
- Eremothera (P.H.Raven) W.L.Wagner & Hoch
- Eucharidium Fisch. & C.A.Mey.
- Eulobus Nutt. ex Torr. & A.Gray
- fukszia – Fuchsia L.
- Gayophytum A.Juss.
- Gaura L.
- Gongylocarpus Schltdl. & Cham.
- Hauya DC.
- Lopezia Cav.
- tóalma – Ludwigia L.
- Megacorax Elizondo et al.
- Neoholmgrenia W.L.Wagner & Hoch
- ligetszépe – Oenothera L.
- Stenosiphon Spach
- Taraxia (Torr. & A.Gray) Raim.
- Tetrapteron (Munz) W.L. Wagner & Hoch
- Xylonagra Donn.Sm. & Rose